# Crazy 2k Tour
Crazy 2K Tour, também conhecida como (You Drive Me) Crazy Tour, foi a segunda turnê da cantora estadunidense Britney Spears, lançada em apoio aos seus álbuns de estúdio ...Baby One More Time (1999) e Oops!... I Did It Again (2000). A turnê, patrocinada pela Got Milk? e pela Polaroid, foi projetada como uma continuação da ...Baby One More Time Tour (1999) e um prelúdio da Oops!... I Did It Again Tour (2000).
O show era dividido em vários segmentos, com cada segmento sendo seguido por um interlúdio para o próximo segmento, e terminava com um bis. O repertório consistia em nove canções, sete de ...Baby One More Time, e duas canções inéditas de Oops!... I Did It Again, seu, então, próximo álbum. Durante a turnê, Spears foi acusada de dublar, no entanto negou as alegações. O show foi gravado e transmitido pela FOX, enquanto um DVD intitulado Britney Spears: Live and More! foi lançado em novembro de 2000.

## Transmissões e gravações
Em 20 de abril de 2000, o show ocorrido no Hilton Hawaiian Village, em Honolulu, Havaí, foi gravado. Em 5 de junho de 2000, a a apresentação foi transmitida em um especial na FOX. Em 21 de novembro de 2000, a Jive Records lançou o DVD Britney Spears: Live and More!, o qual incluía o especial da FOX. O DVD recebeu certificação de platina tripla pela Recording Industry Association of America (RIAA), pela venda de 300.000 unidades.

## Número de abertura
- LFO (América do Norte) (locais selecionados)[5]
- Destiny's Child (Havaí)[6]

## Repertório
1. "(You Drive Me) Crazy"
2. "Born to Make You Happy"'
3. "I Will Be There"
4. "Don't Let Me Be the Last to Know"
5. "Oops!... I Did It Again"
6. "Lucky"
7. "From the Bottom of My Broken Heart"
8. "The Beat Goes On"
9. "Sometimes"

Bis
1. "...Baby One More Time"

## Datas Da Turnê
| América do Norte |                   |               |                                   |
| 8 de março, 2000 | Pensacola         | United States | Pensacola Civic Center            |
| 9 de março 2000  | Birmingham        | United States | Birmingham Jefferson Civic Center |
| 10 de março 2000 | North Little Rock | United States | ALLTEL Arena                      |
| 12 de março 2000 | Memphis           | United States | Pyramid Arena                     |
| 13 de março 2000 | Louisville        | United States | Freedom Hall                      |
| 14 de março 2000 | Auburn Hills      | United States | The Palace of Auburn Hills        |
| 15 de março 2000 | Cincinnati        | United States | U.S. Bank Arena                   |
| 19 de março 2000 | Grand Rapids      | United States | Van Andel Arena                   |
| 20 de março 2000 | Moline            | United States | Mark of the Quad Cities           |
| 21 de março 2000 | Madison           | United States | Kohl Center                       |
| 22 de março 2000 | Rosemont          | United States | Allstate Arena                    |
| 23 de março 2000 | Rosemont          | United States | Allstate Arena                    |
| 25 de março 2000 | Worcester         | United States | Worcester's Centrum Centre        |
| 26 de março 2000 | Baltimore         | United States | Baltimore Arena                   |
| 27 de março 2000 | Albany            | United States | Pepsi Arena                       |
| 29 de março 2000 | Greensboro        | United States | Greensboro Coliseum Complex       |
| 31 de março 2000 | Tampa             | United States | Ice Palace                        |
| 1 de abril 2000  | Miami             | United States | American Airlines Arena           |
| 2 de abril 2000  | Daytona Beach     | United States | Ocean Center                      |
| 4 de abril 2000  | New Orleans       | United States | New Orleans Arena                 |
| 6 de abril 2000  | Greenville        | United States | BI-LO Center                      |
| 7 de abril 2000  | Roanoke           | United States | Roanoke Civic Center              |
| 8 de abril 2000  | Charleston        | United States | Charleston Civic Center           |
| 9 de abril 2000  | Knoxville         | United States | Thompson-Boling Arena             |
| 20 de abril 2000 | Honolulu          | United States | Waikiki Beach                     |